# On the Radio (chanson de Regina Spektor)
Pour les articles homonymes, voir On the radio.
Pistes de Begin to Hope (en)
Us (en) Fidelity (en)
On the Radio est le premier single de Regina Spektor du quatrième album, Begin to Hope (en). Le refrain contient des références à la chanson November Rain de Guns N' Roses.

## Clip
Le clip montre Regina Spektor dans une classe d'école, avec de jeunes enfants pendant un cours de musique. La vidéo utilise le stop motion dans quelques scènes. Une autre vidéo a été diffusée dans laquelle Spektor chante dans une usine de chocolat. La vidéo a été réalisée par Matt Lenski.

## Dans la culture populaire
Sauf indication contraire, les informations mentionnées dans cette section peuvent être confirmées par le générique de fin de l'œuvre audiovisuelle présentée ici, ainsi que par la base de données cinématographiques IMDb,  présente dans la section « Liens externes ».
La série télévisée Grey's Anatomy a utilisé la chanson dans l'épisode Damage Control.
Elle est présente dans les films Sortilège, ainsi que dans les films Bouquet final et Et soudain, tout le monde me manque.
Une reprise de cette chanson figure dans la deuxième saison de la série Sex Education.

## Charts
| Année | Étiquette | Format                              | Pays             | B-sides |
| ----- | --------- | ----------------------------------- | ---------------- | ------- |
| 2006  | WEA       | CD/téléchargement Numérique (Pt. 1) |                  |         |
| 2006  | WEA       | CD/téléchargement Numérique (Pt. 2) | Royaume-Uni      |         |
| 2006  | WEA       | Téléchargement numérique            |                  |         |
| 2006  | Sire      | Téléchargement numérique            | États-Unis       |         |
| 2006  | Sire      | 7" vinyle                           | Royaume-UNI      |         |
| 2006  | Sire      | 7" vinyle                           | Union Européenne |         |

## Graphiques
| Tableau (2006)      | Pic position |
| ------------------- | ------------ |
| Du UK Singles Chart | 60           |